# Listă de canale de televiziune din Republica Moldova
Aceasta este o listă de canale de televiziune ce emit în Republica Moldova, clasificate în tabele în ordine alfabetică după statusul lor din prezent. Lista cuprinde atât posturi TV românești, cât și posturi TV moldovenești, care fie sunt produse nativ, fie au o pistă audio, fie au subtitrări, fie emit partajat în limba română.

## Canale TV actuale cu acoperire națională
| Denumire                  | Gen                    | Variantă HD | Variantă 4K | Data obținerii licenței | Țară              | Proprietar                                | Note |
| ------------------------- | ---------------------- | ----------- | ----------- | ----------------------- | ----------------- | ----------------------------------------- | --- |
| A7 TV                     | General                | Yes         | No          | N/A                     | România           | Vision Broadcasting SRL                   | |
| Acasă Gold                | Filme                  | Yes         | No          | N/A                     | România           | PRO TV SRL                                | A înlocuit PRO Gold |
| Acasă în Moldova          | General (pentru femei) | Yes         | No          | N/A                     | România           | PRO TV SRL                                | Fostul PRO 2 Moldova |
| Accent TV                 | General                | No          | No          | 7 iunie 2016            | Republica Moldova | Telesistem                                | [ e ] |
| Alfa Omega TV             | Religie                | No          | No          | N/A                     | România           | Alfa-Omega TV Production SRL              | - |
| Agro TV Moldova           | Agricultură            | Yes         | No          | 1 aprilie 2016          | Republica Moldova | Jevise SRL                                | Versiunea HD nu e preluată de toți operatorii. |
| Animal Planet             | Știință/Documentare    | Yes         | No          | N/A                     | Regatul Unit      | Warner Bros. Discovery                    | - |
| Atomic TV                 | Muzică                 | Yes         | No          | N/A                     | România           | Atomic Media Advertising SRL              | Versiunea HD va fi lansată în curând. |
| Axial TV                  | General                | Yes         | No          | N/A                     | Republica Moldova | Honestas SRL                              | - |
| B1 TV                     | Știri                  | Yes         | No          | N/A                     | România           | B1 TV Channel SRL                         | - |
| BBC First                 | Seriale                | Yes         | No          | N/A                     | Regatul Unit      | British Broadcasting Corporation          | - |
| Busuioc TV                | Muzică populară        | No          | No          | N/A                     | Republica Moldova | Busuioc Media SRL                         | Emite național în Republica Moldova și local în România (județul Suceava). |
| Canal Regional            | General                | No          | No          | 1 aprilie 2016          | Republica Moldova | Canal Regional SRL                        | [ f ] [ g ] |
| Cartoon Network România   | Desene animate         | Yes         | No          | N/A                     | Cehia             | Warner Bros. Discovery                    | [ e ] |
| Cartoonito România        | Desene animate         | Yes         | No          | N/A                     | Cehia             | Warner Bros. Discovery                    | [ e ] |
| CBS Reality               | Știință/Documentare    | No          | No          | N/A                     | Regatul Unit      | AMC Networks International                | Fostul Reality TV și Zone Reality |
| Cinema 1                  | Filme                  | Yes         | No          | N/A                     | Republica Moldova | A.Video Content                           | - |
| Cinema Est                | Filme                  | Yes         | No          | N/A                     | România           | Clever Group                              | Fostul Comedy Est. Momentan nu emite la niciun operator din Republica Moldova. |
| Cinemaraton Moldova       | Filme                  | Yes         | No          | N/A                     | România           | Clever Group                              | Post TV moldovenesc licențiat în România. |
| Cinemax                   | Filme                  | Yes         | No          | N/A                     | România           | Warner Bros. Discovery                    | - |
| Cinemax 2                 | Filme                  | Yes         | No          | N/A                     | România           | Warner Bros. Discovery                    | - |
| Cinethronix               | Știință/Documentare    | Yes         | Yes         | N/A                     | România           | Cinethronix Television Production SRL     | Momentan nu emite la niciun operator din Republica Moldova. |
| CNL                       | Religie                | No          | No          | N/A                     | Republica Moldova | Tehnozoid CNL SRL                         | - |
| Cotidianul TV             | Știri                  | Yes         | No          | N/A                     | România           | Asociația Obștească People For Free Media | - |
| Credo TV                  | Religie                | Yes         | No          | No                      | România           | Expres Image SRL                          | Momentan versiunea HD nu este disponibilă la niciun operator CATV. |
| Discovery Channel         | Știință/Documentare    | Yes         | No          | N/A                     | Regatul Unit      | Warner Bros. Discovery                    | - |
| Discovery Science         | Știință/Documentare    | Yes         | No          | N/A                     | Regatul Unit      | Warner Bros. Discovery                    | - |
| Disney Channel România    | Desene animate         | No          | No          | N/A                     | Cehia             | The Walt Disney Company                   | [ e ] |
| Disney Junior România     | Desene animate         | No          | No          | N/A                     | Cehia             | The Walt Disney Company                   | [ e ] |
| DTV HD                    | General                | No          | No          | N/A                     | Republica Moldova | Ren TV Rusia                              | Emite în rusă. |
| DTX                       | Știință/Documentare    | Yes         | No          | N/A                     | Regatul Unit      | Warner Bros. Discovery                    | Fostul Discovery Turbo Xtra |
| Etno TV                   | General                | Yes         | No          | N/A                     | România           | Etno Folclor Media SRL                    | - |
| Europa Plus TV            | General                | No          | No          | N/A                     | Republica Moldova | Europa Plus TV Russia                     | - |
| Euronews România          | Știri                  | Yes         | Yes         | N/A                     | România           | Universitatea Politehnica din București   | - |
| Eurosport 1 Internațional | Sport                  | Yes         | Yes         | N/A                     | Regatul Unit      | Warner Bros. Discovery                    | - |
| Eurosport 1 România       | Sport                  | Yes         | No          | N/A                     | Regatul Unit      | Warner Bros. Discovery                    | Comentariile și unele emisiuni TV sunt transmise din studioul de la București. |
| Eurosport 2 Internațional | Sport                  | Yes         | No          | N/A                     | Regatul Unit      | Warner Bros. Discovery                    | - |
| Eurosport 2 România       | Sport                  | Yes         | No          | N/A                     | Regatul Unit      | Warner Bros. Discovery                    | - |
| Exploris TV               | Turism                 | Yes         | No          | N/A                     | România           | TVSat Media Group                         | Fostul TV Sud Est Exploris |
| Familia                   | Pentru femei           | No          | No          | No                      | Republica Moldova | Real Radio SRL                            | Emite parțial în rusă. |
| Food Network              | Gastronomie            | Yes         | No          | N/A                     | Regatul Unit      | Warner Bros. Discovery                    | - |
| Favorit TV                | Muzică populară        | No          | No          | N/A                     | România           | Centrul Național Media                    | - |
| Global News               | General                | Yes         | No          | N/A                     | România           | Artfest Consulting SRL                    | - |
| GN TV                     | Filme/Divertisment     | No          | No          | N/A                     | Republica Moldova | SFA Media                                 | - |
| Gurinel TV                | Desene animate         | Yes         | No          | N/A                     | Republica Moldova | Gurinel Media SRL                         | - |
| HBO                       | Filme                  | Yes         | No          | N/A                     | România           | Warner Bros. Discovery                    | - |
| HBO 2                     | Filme                  | Yes         | No          | N/A                     | România           | Warner Bros. Discovery                    | - |
| HBO 3                     | Filme                  | Yes         | No          | N/A                     | România           | Warner Bros. Discovery                    | Fostul HBO Comedy |
| HGTV                      | Casă și grădină        | Yes         | No          | N/A                     | Regatul Unit      | Warner Bros. Discovery                    | Momentan nu emite la niciun operator din Republica Moldova. |
| Info TV România           | Utilitar               | Yes         | No          | N/A                     | România           | Biff Expert Group SRL                     | - |
| Investigation Discovery   | Știință/Documentare    | Yes         | No          | N/A                     | Regatul Unit      | Warner Bros. Discovery                    | Fostul ID Xtra. |
| ITV                       | General                | No          | No          | 7 iunie 2016            | Republica Moldova | Media Pro Group SRL                       | [ f ] [ h ] |
| JimJam                    | Desene animate         | No          | No          | N/A                     | Regatul Unit      | AMC Networks International                | - |
| Jurnal TV                 | Știri                  | Yes         | No          | N/A                     | Republica Moldova | Jurnal Trust Media                        | Emite parțial în rusă. |
| Kanal D Moldova           | General                | Yes         | No          | N/A                     | Republica Moldova | Doğan Holding                             | Emite în partajat cu Kanal D România. |
| Kanal D2                  | General                | Yes         | No          | N/A                     | România           | Doğan Holding                             | A înlocuit canalul București TV. |
| Legal TV                  | General                | No          | No          | N/A                     | Republica Moldova | SFA Media                                 | - |
| Mega TV                   | General                | Yes         | No          | N/A                     | Republica Moldova | Real Radio SRL                            | Emite parțial în rusă. |
| Minimax România           | Desene animate         | No          | No          | N/A                     | Cehia             | AMC Networks International                | - |
| Moldova 1                 | General                | Yes         | Yes         | 1 aprilie 2016          | Republica Moldova | TeleRadio Moldova                         | [ e ] |
| Moldova 2                 | General                | Yes         | Yes         | 1 aprilie 2016          | Republica Moldova | TeleRadio Moldova                         | [ e ] |
| Moldova TV                | General                | Yes         | No          | N/A                     | România           | TVSat Media Group                         | - |
| MTV 00s                   | Muzică                 | No          | No          | N/A                     | Cehia             | Paramount Global                          | A înlocuit VH1 Europe. |
| MTV Global                | Divertisment           | No          | No          | N/A                     | Cehia             | Paramount Global                          | A înlocuit MTV Europa și MTV România. |
| MTV Hits                  | Muzică                 | No          | No          | N/A                     | Cehia             | Paramount Global                          | - |
| MTV Live                  | Muzică                 | Yes         | No          | N/A                     | Cehia             | Paramount Global                          | Fostul MTV Live HD |
| National Geographic       | Știință/Documentare    | Yes         | No          | N/A                     | Regatul Unit      | The Walt Disney Company                   | - |
| National Geographic Wild  | Știință/Documentare    | Yes         | No          | N/A                     | Regatul Unit      | The Walt Disney Company                   | - |
| Național 24 Plus          | General                | No          | No          | N/A                     | România           | Centrul Național Media                    | Fostul N24 și N24 Plus |
| Național TV               | General                | No          | No          | N/A                     | România           | Centrul Național Media                    | - |
| N4                        | General                | Yes         | No          | 1 aprilie 2016          | Republica Moldova | Select Canal TV SRL                       | Emite parțial în rusă. |
| Nick Jr. România          | Desene animate         | Yes         | No          | N/A                     | Regatul Unit      | Paramount Global                          | Momentan varianta HD nu este disponibilă la niciun operator CATV, IPTV și DTH. |
| Nickelodeon România       | Desene animate         | Yes         | No          | N/A                     | Regatul Unit      | Paramount Global                          | Versiunea HD emite în engleză cu un program diferit. |
| Nicktoons România         | Desene animate         | Yes         | No          | N/A                     | Regatul Unit      | Paramount Global                          | Momentan varianta HD nu este disponibilă la niciun operator CATV, IPTV și DTH. |
| Noroc TV                  | Muzică populară        | Yes         | No          | N/A                     | Republica Moldova | Noroc Media SRL                           | Emite național în Republica Moldova și regional în județul Suceava. |
| Orizont TV                | Cultral                | Yes         | No          | N/A                     | Republica Moldova | Arhidoc Group SRL                         | - |
| Party Mix                 | Muzică de petrecere    | Yes         | Yes         | N/A                     | România           | Best Mix Media SRL                        | - |
| Popas TV                  | Muzică populară        | No          | No          | N/A                     | Republica Moldova | Popas Muzical SRL                         | - |
| Premiera TV               | General                | Yes         | No          | N/A                     | Republica Moldova | Binamex-M SRL                             | - |
| Prima TV Moldova          | General                | Yes         | No          | N/A                     | România           | Clever Group                              | Post TV moldovenesc licențiat în România. |
| Primul în Moldova         | General                | Yes         | No          | N/A                     | Republica Moldova | Telesistem TV SRL                         | Emite parțial în română. |
| Privesc.eu                | General                | Yes         | No          | N/A                     | Republica Moldova | Privesc.eu SRL                            | - |
| Pro TV Chișinău           | General                | Yes         | No          | N/A                     | Republica Moldova | Pro Digital SRL                           | [ e ] |
| Rapsodia TV               | Muzică populară        | No          | No          | N/A                     | România           | Rapsodia TV SRL                           | - |
| Realitatea Plus           | Știri                  | Yes         | No          | N/A                     | România           | Geopol International SRL                  | - |
| Realitatea Sportivă       | Sport                  | Yes         | No          | N/A                     | România           | PHG Invest SRL                            | - |
| Realitatea Star           | Știri                  | Yes         | No          | N/A                     | România           | PHG Invest SRL                            | - |
| Ren TV Moldova            | General                | No          | No          | N/A                     | Republica Moldova | Ren TV Rusia                              | - |
| R Live TV                 | General                | Yes         | No          | N/A                     | Republica Moldova | Realitatea                                | - |
| RTR Moldova               | General                | Yes         | No          | N/A                     | Republica Moldova | TV-Comunicații Grup SRL                   | Emite parțial în rusă. |
| Speranța TV               | Religie                | Yes         | No          | N/A                     | România           | Asociația Centrului Media Speranța        | Varianta HD emite momentan doar pe online. |
| STV                       | General                | Yes         | No          | N/A                     | Republica Moldova | STV IT Company SRL                        | Emite în rusă. |
| Taraf TV                  | Muzică (manele)        | Yes         | Yes         | N/A                     | România           | Real Top Media TV SRL                     | Varianta 4K încă nu a fost lansată. |
| TeenNick România          | Desene animate         | Yes         | No          | N/A                     | Regatul Unit      | Paramount Global                          | A înlocuit canalul Paramount Channel. Varianta HD nu este disponibilă momentan la niciun operator CATV sau IPTV, în schimb este disponibil prin DTH, cu ajutorul unei antene, dar și prin platforma Sweet.TV. |
| Tele Moldova Plus         | General                | Yes         | No          | N/A                     | România           | TeleMoldova SRL                           | - |
| Tezaur Folc TV            | Muzică folclorică      | Yes         | No          | N/A                     | România           | Tezaur Media TV SRL                       | - |
| TLC                       | Lifestyle              | Yes         | No          | N/A                     | Regatul Unit      | Discovery, Inc.                           | Fostul Discovery Travel & Living. Varianta HD nu este disponibilă momentan la niciun operator din Republica Moldova.                                                                                          |
| TNT Exclusiv TV           | General                | Yes         | No          | N/A                     | Republica Moldova | Exclusiv Media SRL                        | Emite parțial în rusă. |
| TraLaLa TV                | Desene animate         | Yes         | No          | N/A                     | România           | TraLaLa Studio SRL                        | - |
| Travel Channel            | Călătorii              | Yes         | No          | N/A                     | Regatul Unit      | Discovery, Inc.                           | - |
| Travel Mix                | Turism                 | Yes         | Yes         | N/A                     | România           | Best Mix Media SRL                        | - |
| Trinitas TV               | Religie                | Yes         | No          | N/A                     | România           | Patriarhia Română                         | - |
| TV5 Monde Europe          | General                | Yes         | No          | N/A                     | Franța            | TV5Monde SA                               | Sunt disponibile subtitrări în limba română. |
| TV6                       | General                | Yes         | No          | N/A                     | Republica Moldova | Media Resurse SRL                         | Fostul Televiziunea Centrală și Euro TV Chișinău. |
| TV8                       | General                | No          | No          | 1 aprilie 2016          | Republica Moldova | Asociația Obștească Media Alternativa     | Fostul TV7. Emite parțial în rusă. |
| TV9                       | General                | Yes         | No          | N/A                     | Republica Moldova | Media Platform SRL                        | - |
| TV 1000                   | Filme                  | No          | No          | N/A                     | Regatul Unit      | Viasat World Ltd.                         | - |
| TV 1000 Russian Kino      | Filme                  | No          | No          | N/A                     | Regatul Unit      | Viasat World Ltd.                         | - |
| TV Paprika                | Gastronomie            | Yes         | No          | N/A                     | Cehia             | AMC Networks International                | - |
| TVC21                     | Știință/Documentare    | No          | No          | N/A                     | Republica Moldova | Cotidian SA                               | Emite parțial în rusă. |
| TVR Moldova               | General                | Yes         | No          | 1 aprilie 2016          | Republica Moldova | Societatea Română de Televiziune          | [ e ] |
| U TV                      | Muzică                 | Yes         | No          | N/A                     | România           | DIGI România                              | - |
| Viasat Explore            | Știință/Documentare    | Yes         | No          | N/A                     | Regatul Unit      | Viasat World Ltd.                         | Fostul Viasat Explorer |
| Viasat History            | Știință/Documentare    | Yes         | No          | N/A                     | Regatul Unit      | Viasat World Ltd.                         | - |
| Viasat Nature             | Știință/Documentare    | Yes         | No          | N/A                     | Regatul Unit      | Viasat World Ltd.                         | - |
| Vocea Basarabiei TV       | General                | Yes         | No          | N/A                     | Republica Moldova | Vocea Media SRL                           | - |
| We Sport TV               | Sport                  | Yes         | No          | N/A                     | Republica Moldova | Federația Moldovenească de Fotbal         | - |
| Zona M                    | Muzică                 | No          | No          | N/A                     | Republica Moldova | Statis TV SRL                             | - |

## Canale TV desființate
| Denumire                 | Gen                | HD  | Țară              | Proprietar             | Prima emisie | Ultima emisie | Note                                                       |
| ------------------------ | ------------------ | --- | ----------------- | ---------------------- | ------------ | ------------- | ---------------------------------------------------------- |
| 10TV Moldova             | General            | No  | Republica Moldova | Timpul de dimineață    | 2016         | 2023          |                                                            |
| Boomerang România        | Desene animate     | Yes | Cehia             | Warner Bros. Discovery | 2009         | 2023          | [ e ]                                                      |
| Bravo TV                 | Pentru copii       | Yes | Republica Moldova | TNT Russia             | 2013         | 2022          | Fostul TNT Bravo. Emitea partajat cu Mult.                 |
| București TV             | General            | Yes | România           | Best Mix Media         | 2016         | 2023          | Înlocuit cu canalul Kanal D 2.                             |
| Canal 2                  | Pentru femei       | Yes | Republica Moldova | General Media Group    | 2014         | 2023          | Licența a fost retrasă de către Consiliul Audiovizualului. |
| Canal 3                  | General            | Yes | Republica Moldova | General Media Group    | 2012         | 2023          | Licența a fost retrasă de către Consiliul Audiovizualului. |
| Impact TV                | General            | No  | Republica Moldova | Mediamax TV SRL        | 2017         | 2021          | Fostul Moldova Sport.                                      |
| MBC                      | Financiar/Economic | Yes | Republica Moldova | SG Media M 1 SRL       | 2014         | 2016          | -                                                          |
| Muz TV Moldova           | Muzică             | No  | Republica Moldova | Știri Media TV SRL     | 2001         | 2014          | -                                                          |
| Nit TV                   | General            | No  | Republica Moldova | Advac Associates Ltd   | 1997         | 2012          | Înlocuit de Canal 3.                                       |
| NTV Moldova              | General            | Yes | Republica Moldova | Exclusiv Media SRL     | 2015         | 2022          | -                                                          |
| Orhei TV                 | General            | Yes | Republica Moldova | Media Resurse SRL      | N/A          | 2023          | Licența a fost retrasă de către Consiliul Audiovizualului. |
| Pro 2 Moldova            | General            | No  | România           | Pro Digital SRL        | 2017         | 2022          | Înlocuit cu Acasă în Moldova.                              |
| Prime                    | General            | Yes | Republica Moldova | General Media Group    | 1999         | 2023          | Licența a fost retrasă de către Consiliul Audiovizualului. |
| Publika TV               | Știri              | Yes | Republica Moldova | General Media Group    | 2010         | 2023          | Licența a fost retrasă de către Consiliul Audiovizualului. |
| România TV               | Știri              | No  | România           | Ridzone Computere SRL  | 2011         | 2022          | Canalul va emite în continuare în România.                 |
| TV Moldova Internațional | General            | No  | Republica Moldova | TeleRadio Moldova      | 2007         | 2013          | -                                                          |

## Canale TV cu acoperire locală sau regională
| Denumire   | Variantă HD | Țară              | Proprietar                  | Acoperire                                                                                           | Note                              |
| ---------- | ----------- | ----------------- | --------------------------- | --------------------------------------------------------------------------------------------------- | --------------------------------- |
| BTV        | Yes         | Republica Moldova | Bălți TV SRL                | Bălți                                                                                               | -                                 |
| Drochia TV | Yes         | Republica Moldova | Satelrom TV SRL             | Drochia                                                                                             | -                                 |
| Elita TV   | No          | Republica Moldova | Cooperativa "Molodosti"     | Chișinău și raioanele Criuleni, Dubăsari, Orhei, Râbnița, Rezina și Șoldănești                      | -                                 |
| GRT        | No          | Republica Moldova | Găgăuziya Radio Televizionu | Raioanele Baurci, Ceadîr Lunga, Cișmichioi, Comrat, Copceac, Joltai și Vulcănești                   | Emite parțial în găgăuză și rusă. |
| Media TV   | No          | Republica Moldova | Pro Media SRL               | Cimișlia                                                                                            | -                                 |
| NTS        | Yes         | Republica Moldova | Urania FM SRL               | Raioanele Basarabeasca, Cahul, Cantemir, Căușeni, Cimișlia, Leova, Ștefan Vodă și Taraclia          | Emite în rusă.                    |
| Sor TV     | No          | Republica Moldova | Sor TV Studio SRL           | Soroca                                                                                              | Emite parțial în rusă.            |
| Studio-L   | No          | Republica Moldova | Studio-L SRL                | Căușeni                                                                                             | Emite parțial în rusă.            |
| Super TV   | No          | Republica Moldova | Real Radio SRL              | Raioanele Anenii Noi, Basarabeasca, Bălți, Causeni, Ceadîr, Florești, Leova, Lunga, Ocnița și Orhei | [ f ] [ h ]                       |
| TVN        | No          | Republica Moldova | Televiziunea Nordului SRL   | Bălți                                                                                               | -                                 |
| TV Prim    | No          | Republica Moldova | Megan TV SA                 | Raioanele Donduseni, Glodeni și Orhei                                                               | -                                 |

## Canale TV cu licență, dar care încă nu emit
| Denumire   | Gen          | Variantă HD | Țară              | Proprietar            |
| ---------- | ------------ | ----------- | ----------------- | --------------------- |
| 3,14 TV    | Știri        | No          | Republica Moldova | Best Way Media        |
| Next TV    | Știri        | No          | Republica Moldova | Binamex-M SRL         |
| Special TV | Pentru copii | No          | Republica Moldova | Best Way Media        |
| TV Plus    | General      | No          | Republica Moldova | TV Entertainment Plus |

## Legături externe
- Materiale media legate de Canale de televiziune din Republica Moldova la Wikimedia Commons